# Терморегулирующий аппарат
Терморегулирующий аппарат (гипотерм) — часть аппарата искусственного кровообращения, используемая при кардио-хирургических операциях для быстрого и независимого регулирование температуры пациента (посредством теплообменника оксигенатора или мата пациента) или температуры кардиоплегии.